# Château de Bosredon
Pour les articles homonymes, voir Bosredon.
Le château de Bosredon est un édifice situé à Volvic, en France.

## Localisation
Le château est situé sur le territoire de la commune de Volvic, dans le département du Puy-de-Dôme, en région Auvergne-Rhône-Alpes.

## Description
Le château est construit dans le style italianisant, avec de larges fenêtres, abondance de chaînages et de bandeaux de pierre grise encadrant des enduits blancs, balustrade en bordure de toiture, escaliers extérieurs et terrasse.

## Historique
Le château (comprenant les façades et toitures et incluant un tympan gothique sculpté, son escalier, son orangerie en totalité, sa clôture avec son portail, son jardin avec ses terrasses, bassins et statues mythologiques) est inscrit au titre des monuments historiques par arrêté du 9 mars 2010.
Le domaine et le château de Bosredon accueillent depuis 1988 le musée Sahut.

## Galerie

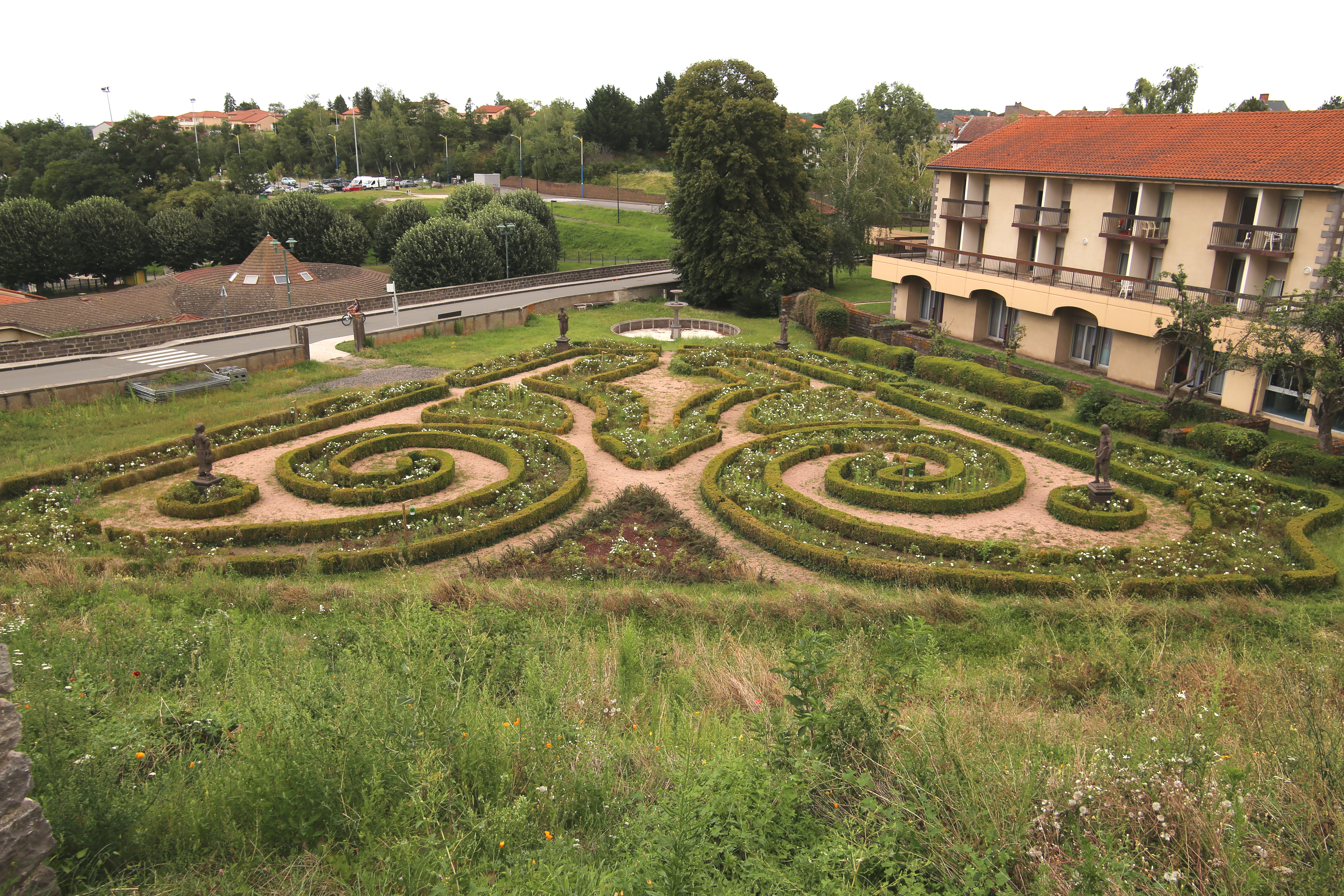
Le jardin.
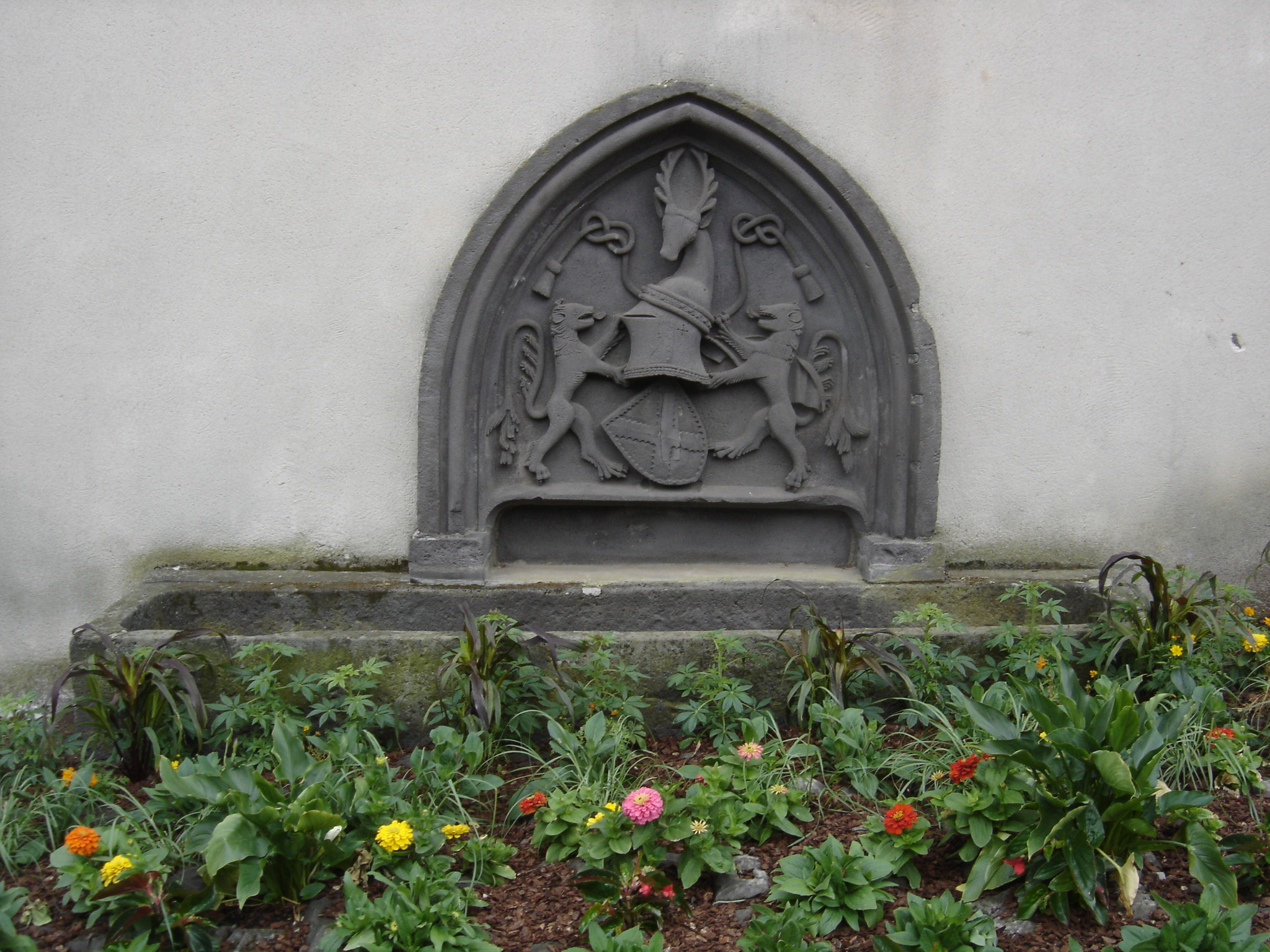
Le tympan gothique.
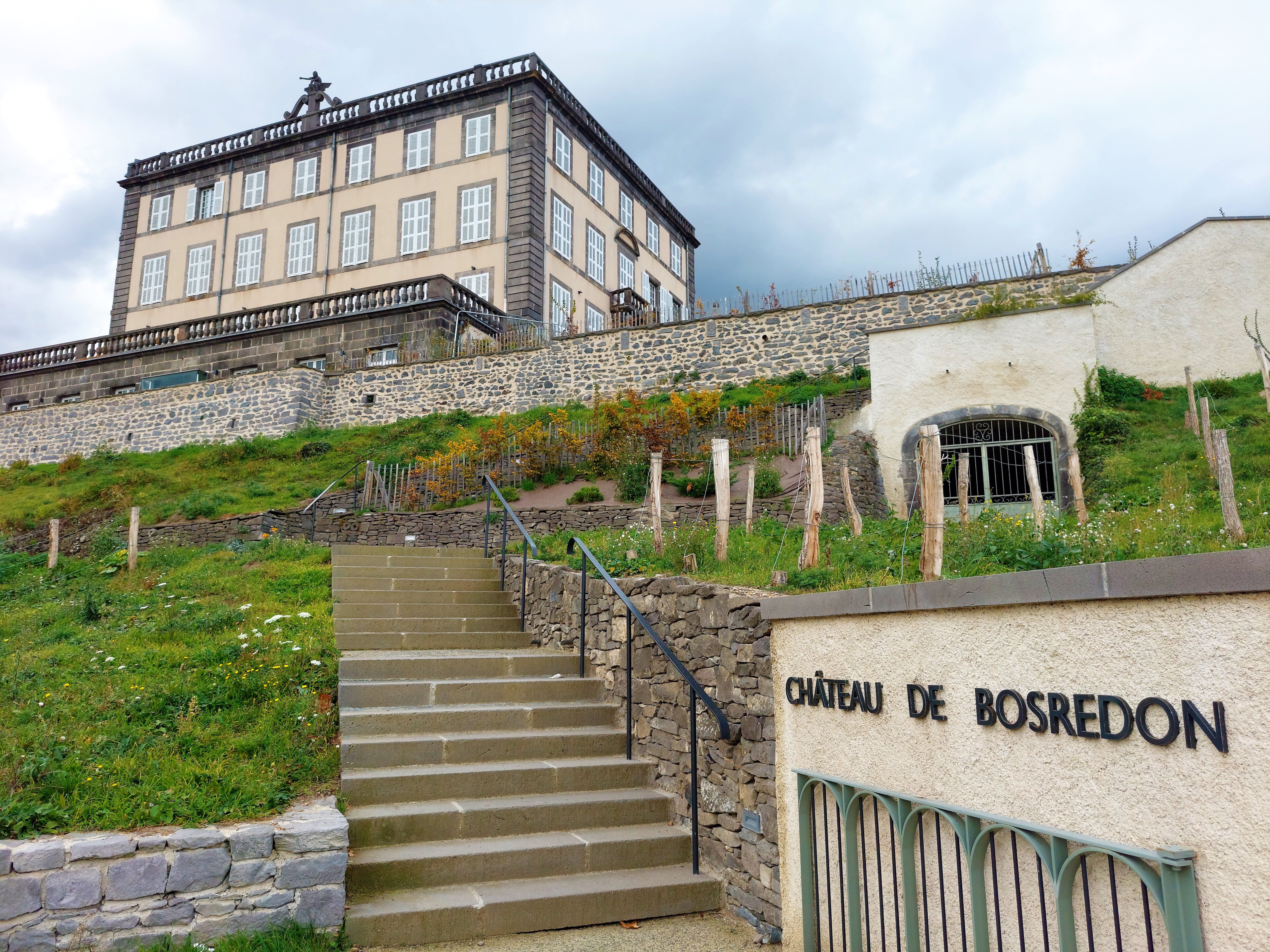
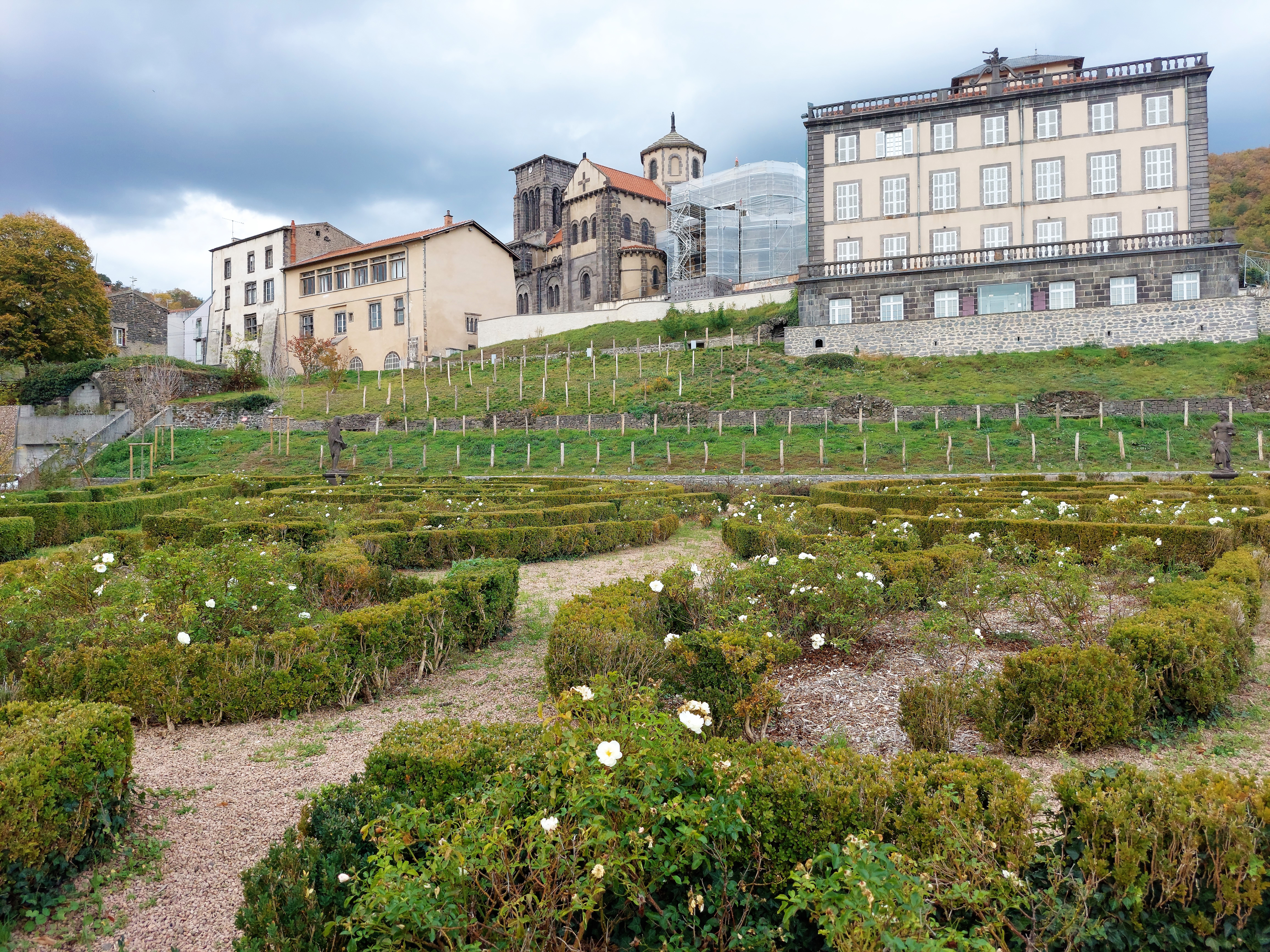
Château de Bosrédon et Église Saint-Priest
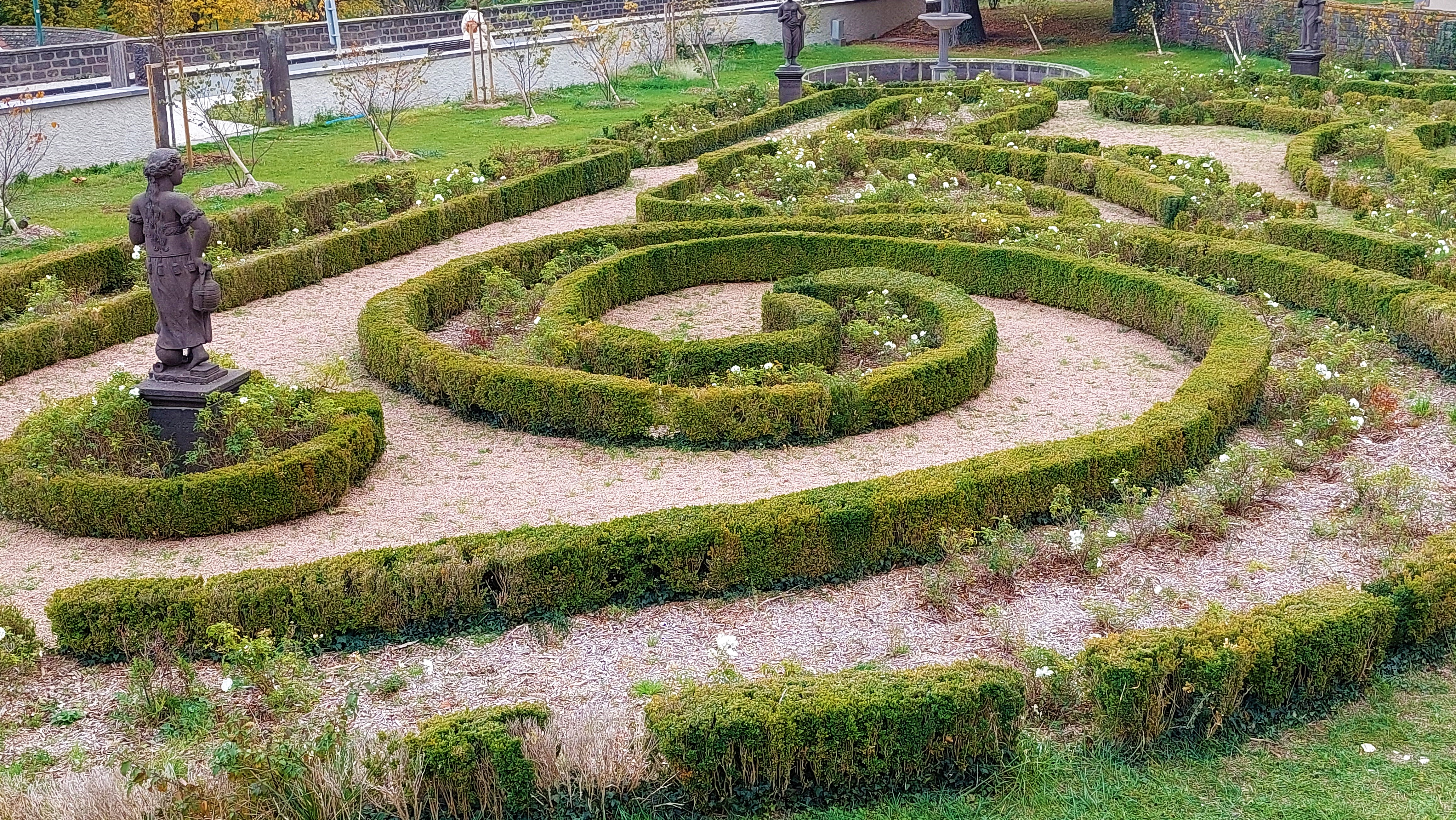
Jardin du château